# Tom Krey
Tom Krey (vollständig: Hans Thomas Krey; * 13. April 1947 in Hohenstein-Ernstthal) ist ein deutscher Maler. Er lebt und arbeitet in Mechernich/Eifel.

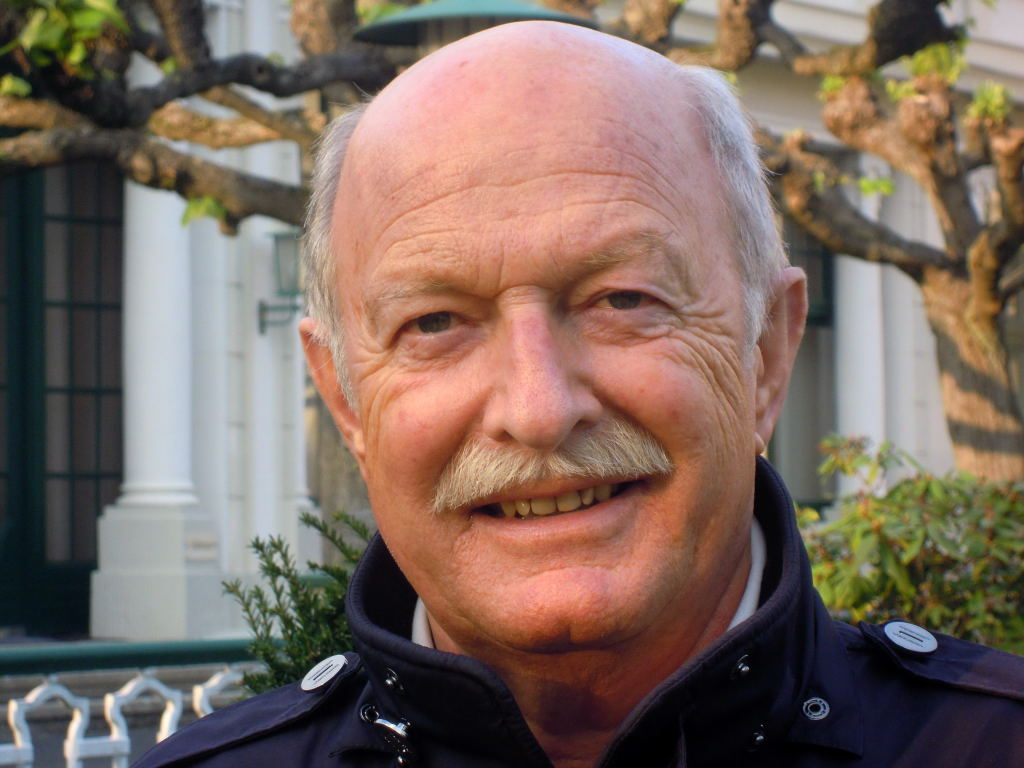
Tom Krey

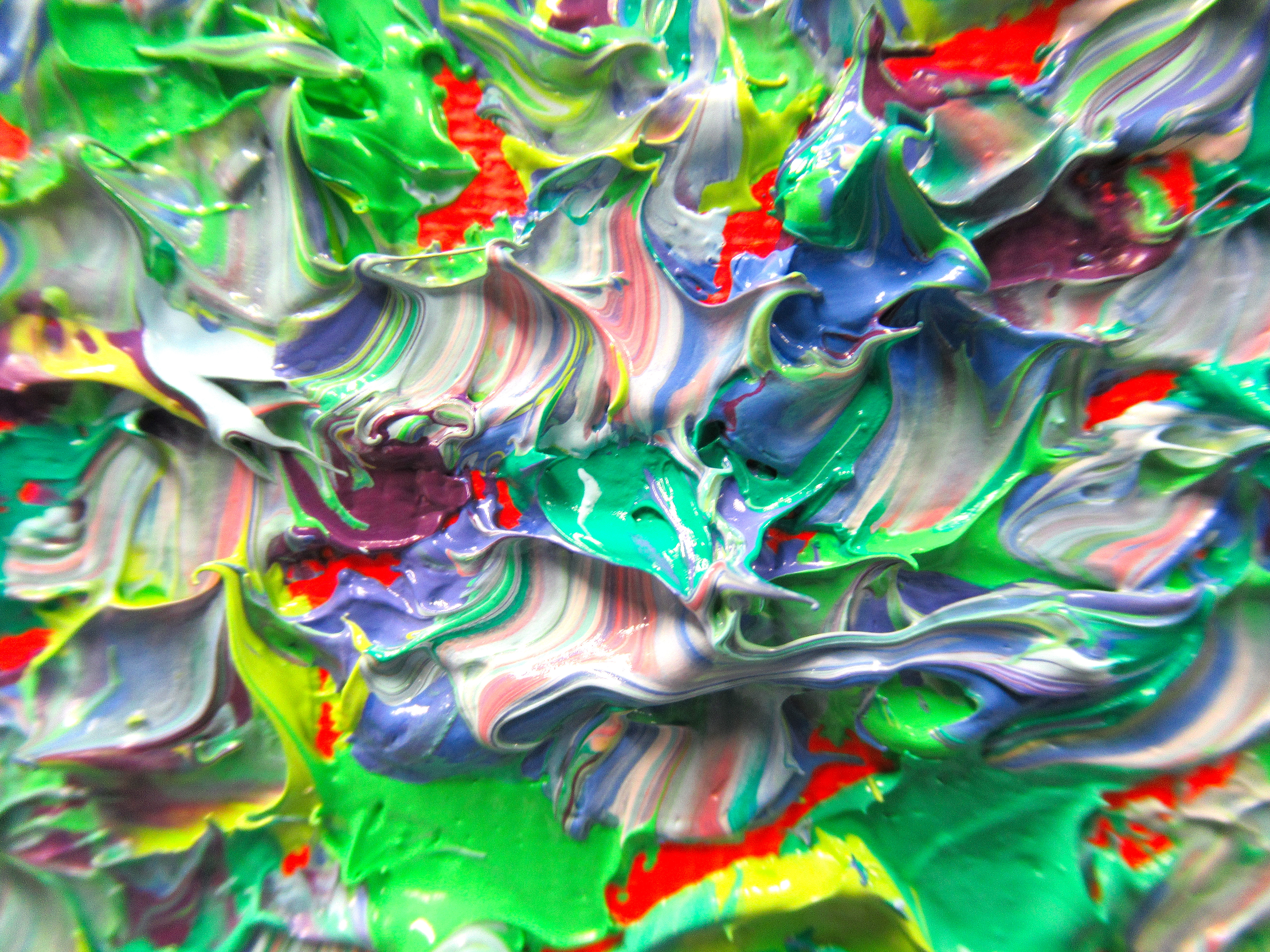
Ölpixel-Technik von Tom Krey, Detail Gemäldeoberfläche

## Leben
Aufgewachsen ist Tom Krey in Garmisch-Partenkirchen. 1968 hielt er sich ein halbes Jahr in Frankreich auf. Nach einem Besuch des Louvre in Paris begann er eine Ausbildung in der Malerei bei anerkannten Impressionisten in München, wo er von 1969 bis 1993 wohnte. 1993 Studium der Malerei an der Axel-Andersson-Akademie in Hamburg begonnen und 1997 mit Zertifikat abgeschlossen.
Tom Krey war Schüler von Georg Kiste in München. Zu Studienzwecken besuchte ihn Tom Krey in seiner Münchner Zeit in den achtziger Jahren häufig in der Ysenburgstraße. Es entstand ein freundschaftliches Verhältnis. Gemeinsam unternahmen sie Mal-Exkursionen in das Murnauer Moos und erstellten dort in „Pleinair“-Manier Landschaftsstudien in Ölfarben. Nach zahlreichen Studienaufenthalten in ganz Europa und in der Karibik übersiedelte er 1993 nach Mechernich/Eifel. Seither ist er freischaffender Maler mit bisher über 130 Einzelausstellungen und Beteiligungen an internationalen Gruppenausstellungen, so in Spanien, Italien (Vatikan), Frankreich, Belgien, Luxemburg und Holland. Seit 1996 ist er Mitglied der Europäischen Vereinigung Bildender Künstler, EVBK. Von 1996 bis 2025 wurde Tom Krey bereits 20-mal von der internationalen Jury der Europäischen Vereinigung Bildender Künstler für die Jahresausstellungen in Prüm ausgewählt. Tom Krey ist verheiratet und hat eine Tochter.

## Werk
Sein Werdegang führte Tom Krey vom Impressionismus zum Pointillismus über den Neoimpressionismus zu seiner speziellen Spachteltechnik, dem von ihm so benannten „Sectorismus“. Im Oktober 1997 kreierte Tom Krey die Bezeichnung Sectorismus in internationaler Schreibweise für seine Spachteltechnik. Der Begriff begleitete ihn durch alle Ausstellungen bis heute. Bei dieser seiner Maltechnik wird die Farbe nach der Form und im Rhythmus der Landschaft mit der Spachtel aufgetragen. Dabei sind die Farbaufträge klar voneinander abgegrenzt, entweder durch zusammengedrückte Farbanhäufungen oder durch Grenzlinien der offengelassenen Untergrundfarbe. Die entstehenden Grenzlinien beim Auftrag mit der Spachtel umziehen die nebeneinander stehenden Farbsectoren und werden mit ihrer Form und dem entstehenden Rhythmus entsprechend in die Darstellung mit einbezogen. Der Rhythmus der Landschaft wird mit dem Sectorismus zum Rhythmus in der Malerei. Als logische Folge mündete die Entwicklung in der abstrakten Malerei. Mit diesen Erfahrungen entstand sein heutiger Malstil: Tom Krey lässt sich von der Natur inspirieren und gibt sich bei seiner Arbeit ganz seinen Gefühlen und Emotionen hin. Aus der Summe seiner Maltechniken entstehen Gemälde von individueller Interpretation der Landschaft und ergeben neue Harmonien parallel zur Natur.
Tom Krey malte viele bekannte Maler-Persönlichkeiten wie eine Serie von je 90 × 90 cm großen Porträts, so Vincent van Gogh und der Dämon der Malerei, Claude Monet der Farbenseher, Paul Gauguin der Wilde und sein Traum von der Südsee, Camille Pissarro aus Farbflecken werden Landschaften, Paul Cézanne und sein Montagne Sainte-Victoire und Alfred Sisley der Voll-Impressionist. Die Bilder zeigen neben den Porträts auch die Symbolismen ihres Lebens und ihres Schaffens.
Sein Ölgemälde Ich liebe euch doch war 2003 bis 2008 als Teil der Wanderausstellung Der Lächelnde Christus auf Europa-Tournee und wurde unter anderem auch im Vatikan, in Santiago de Compostela und Assisi gezeigt.
Auch sein Gemälde Das Gebet befand sich von 2008 bis 2019 auf Ausstellungs-Tournee. 2010 wurde er zur internationalen Gruppenausstellung Border Crossing in Schönecken (Rheinland-Pfalz) eingeladen. Es folgte 2012 die Teilnahme an der vielbeachteten Ausstellung St. Matthias  im Fokus in Trier, die von der Leiterin der Europäischen Kunstakademie Trier kuratiert wurde. Das von der Jury ausgewählte Gemälde von Tom Krey St. Matthias im Sturm der Zeit ist im Ausstellungskatalog auf 2 Seiten beschrieben.
Es gibt sehr viele Presseberichte über Tom Krey (siehe Google), u. a. brachte die „Kölnische Rundschau“ einen halbseitigen personenbezogenen Bericht im Kulturteil der Zeitung unter „persönlich“ mit der Überschrift „Seine Bilder sind immer wieder spannend“.
2015 entwickelte sich aus der Summe seiner Maltechniken im Bereich Contemporary Landscapes Painting eine neue zeitgenössische Darstellung seiner Gemälde.
Bei Bildern wie „Frühlingsinsel“ (2016) 100 × 130 cm, „Sommertag“ (2016) 90 × 130 cm oder „Waldlichter“ (2016) 90 × 100 cm ergab sich, in vollständiger Befreiung der Farbe und der Form, ein völlig neuer Farbauftrag: Trotz pastoser Ölfarbe, die relativ unvermischt nebeneinander aufgesetzt und mit einer kleinen Spachtel verbunden wird, zeigt sich doch überall noch die komplementäre Untergrundfarbe, wie Pixel, die im Zusammenspiel mit der üppig aufgesetzten Farbe virtuose, dreidimensionale Farbvibrationen erzeugt.
In diesen Gemälden gibt es keine Striche und Linien, nur die haptische, reine Farbe ergibt die Form.
Die einzelnen Bildteile erscheinen abstrakt, erst mit wachsendem Abstand verdichten sich die expressionistisch aufgesetzten Farbhäufchen zu immer realer werdenden Naturszenarien, in denen es viel zu entdecken gibt. Es entsteht ein Gleichgewicht zwischen Form und Inhalt.
Dieser seiner zweiten Neuentwicklung nach dem „Sectorismus“ (1997) gab Tom Krey die treffende Bezeichnung: „Ölpixel – Technik“, die sein Gesamtwerk weiter bereichert.
Tom Krey malte 2017, zum Anlass des Jubiläums „50 Jahre Städtefreundschaft Mechernich/Nyons“, 5 große Porträts der Protagonisten wie den Bürgermeister von Nyons (100 × 90 cm), die französische Delegation (90 × 90 cm) und Konrad Adenauer (100 × 90 cm).
Im Jahre 2017 schuf Tom Krey die Skulptur „Meine Stadt“ für die Stadt Mechernich. Das 4,50 m hohe und 400 kg schwere Stahl-Kunstwerk in der Form einer Knospe, besteht aus 45 Stahlringen, in die jeweils der Name einer zur Stadt gehörenden Ortschaft eingeschnitten ist. Diese Symbolik sagt aus: „Zusammen sind wir stark und wir können wachsen.“ Die Sterne im unteren Teil eines jeden Ringes haben eine starke europäische Aussage: „Jede Ortschaft ist Teil des europäischen Hauses und leistet seinen Beitrag zur Verwirklichung des europäischen Gedankens“. Die Skulptur wurde am 13. Oktober 2017 im Beisein von ca. 150 Gästen vor dem Mechernicher Rathaus aufgestellt und als neues Wahrzeichen der Stadt feierlich eingeweiht.
2020 erstellte Tom Krey eine Serie von neuen, 90 × 100 cm großen, zeitgenössischen Porträt-Gemälden u. a. von Mahatma Gandhi, Pablo Picasso, Mona Lisa und Ludwig van Beethoven. Auch bekam Tom Krey vom Vorstand der Europäischen Vereinigung Bildender Künstler den Auftrag, ein Porträt des langjährigen Präsidenten der EVBK, Herrn Prof. Dieter Alexander Boeminghaus, zu erstellen. Das Gemälde, 90 × 100 cm groß, wurde im Mai an die Stadt Prüm übergeben und wird zukünftig im dortigen Rathaus präsentiert.
2021 folgten neue 90 × 100 cm große Porträt-Gemälde von Ernest Hemingway und Johann Wolfgang von Goethe.
Bilder von Tom Krey befinden sich in privaten und öffentlichen Sammlungen.
Das WDR-Fernsehen brachte 2012 und 2014 einen Beitrag in der Sendung Lokalzeit Aachen über seine Bilder.

## Ausstellungen (Auswahl)
- 1981 München Olympiadorf
- 1994 Mechernich
- 1995 Euskirchen, Mechernich
- 1996 Europäische Vereinigung Bildender Künstler EVBK Prüm, Kurhaus Heimbach
- 1997 Europäische Vereinigung Bildender Künstler EVBK Prüm, Zikkurat Obergartzem
- 1998 Europäische Vereinigung Bildender Künstler EVBK Prüm, Schleiden, Kurhaus Bad Münstereifel, Euskirchen
- 1999 Mechernich, Pont-L’Abbé Frankreich, Kurhaus Gemünd, Europäische Vereinigung Bildender Künstler EVBK Prüm, Euskirchen
- 2000 „Neuland“ Städtische Galerie Aukloster Monschau, EVBK Prüm, Internationale Ausstellung „Nahtstellen“ Blankenheim, „Altersbilder“ Euskirchen, „Neuland“ Prüm
- 2001 „Neuland“ Gerolstein, Rathaus Euskirchen, EVBK Prüm, „Neuland“ Metz Frankreich
- 2002 Städtische Galerie Aukloster Monschau, Euskirchen
- 2003 „Der lächelnde Christus“ Städtische Galerie Aukloster Monschau, Santiago di Compostella, Spanien, EVBK Prüm
- 2004 „Der lächelnde Christus“ Rom, Vatikan, Italien, Neuwied, Prüm, „Die Farbe der Liebe“ Internationale Wanderausstellung Museum „Haus Beda“ Bitburg, Euskirchen
- 2005 Klosterstadt Hornbach, EVBK Prüm, Heimbach St.-Clemens-Kirche, Antwerpen, Santegidio, Belgien, Köln, Porz
- 2006 Galerie am Hirtenturm Blankenheim, Kloster Himmerod, Vaals Holland, Tom Krey "Mein Weg" Kreissparkasse Mechernich, Duderstadt, Euskirchen
- 2007 Ratingen, ab März Dauerausstellung von 5 Gemälden im Museum Kunstforum Gemünd, Luxemburg, EVBK Prüm
- 2008 Städtische Galerie Aukloster Monschau, EVBK Prüm, Nettersheim, Euskirchen
- 2009 „Das Gebet“ Internationale Wanderausstellung St. Viet, Belgien, EVBK Prüm
- 2010 Stadtmuseum Euskirchen, EVBK Prüm, „Border Crossing“, Internationale Ausstellung Schönecken, „Das Gebet“ Kiel
- 2011 Galerie „fine art eifel“, Prüm, Ausstellung zum Rheinland-Pfalz-Tag Prüm, Mechernich, EVBK Prüm, Köln
- 2012 „Das Gebet“, Flensburg, SWR-Studio Trier, EVBK Prüm, Rathaus Mechernich, Sparkasse Trier
- 2013 Mainz-Zornheim, Luxemburg, Koblenz, Kunstforum Gemünd, Wetzlar
- 2014 Kunstforum Gemünd, Rathaus Mechernich, St. Thomas, Trier
- 2015 Kunstforum-Eifel Museum Gemünd, „Das Gebet“ Internationale Wanderausstellung Löningen/Osnabrück, Rathaus Nettersheim
- 2016 „Gauguin und sein Traum von der Südsee“ Nettersheim, Zülpich Internationale Ausstellung „Das Gebet“, Gemünd Museum Kunstforum-Eifel
- „Alle Farben von Schnee“, Füssenich „Das Gebet“, Zülpich Galerie Lauscher „Heart-Kunstprojekt“, Monheim „Das Gebet“,
- Gemünd Museum Kunstforum-Eifel „Schöne Aussichten“, Mechernich Rathaus-Galerie, Gemünd „Kunst im Fluß“,
- Internationale Ausstellung „Das Gebet“: Insel Baltrum Ostfriesland, Düren, Neuss
- 2017 „Claude Monet-der Farbenseher“ Nettersheim, „Schöne Aussichten“ Gemünd Museum Kunstforum-Eifel, „Menschen und Gesichter“ Galerie im Rathaus Mechernich, Internationale Ausstellung „Das Gebet“ Rinteln, „Heimat 2.0“ Open-Air-Galerie Bad Münstereifel, 60. Jahresausstellung Europäische Vereinigung Bildender Künstler EVBK Prüm, „Kunst im Fluß“ Gemünd, Internationale Ausstellung „Das Gebet“ Duderstadt, „Konrad Adenauer-Einheit nur in Freiheit“ Ausstellung der Konrad-Adenauer-Stiftung im GAT Mechernich, Internationale Ausstellung „Das Gebet“ Eupen/Belgien
- 2018 März  EVBK Sonder-Ausstellung Kreissparkasse Bitburg, Juli  61. Jahresausstellung Europäische Vereinigung Bildender Künstler EVBK in Prüm,      Oktober u. November Gemünd Museum KunstForumEifel „Menschenbilder Teil 3 … über die Seele …“,                                                        Okt. u. Nov. Werther (Westf.) Internationale Ausstellung „Das Gebet“
- 2019 März, April u. Mai Gemünd Museum KunstForumEifel „Weltenbilder … die Welt, die ich nicht sah …“ nach einem Konzept der GEDOK Wiesbaden-Mainz, Juni, Juli, August Gemünd Museum KunstForumEifel „Weltenbilder Teil 2 … von den Dingen“, 23. Juni bis 30. September Schleiden-Gemünd Kunst im Fluss 2019 „Die Welt des Alltäglichen“,  Juli 62. Jahresausstellung Europäische Vereinigung Bildender Künstler EVBK in Prüm,
- 2020 Januar – Februar Museum Kunstforum Eifel Gemünd, Januar bis November „Landschaften“ Rathaus Nettersheim, Mai bis Oktober „Wurzeln und Flügel“ Open-Air-Galerie Bad-Münstereifel, 14. Juni bis 30. September „Kunst im Fluss 2020“ Kunstforum Eifel Gemünd
- 2021 Januar – März Museum Kunstforum Eifel Gemünd, ab Januar „Landschaften“ Rathaus Nettersheim,  24. Juli bis 22. August – 63. Jahresausstellung Europäische Vereinigung Bildender Künstler EVBK in Prüm, August „Neue Nachbarn“ Städtische Galerie Aukloster Monschau, 28. November bis 19. Dezember – Künstlerhaus Metternich Koblenz
- 2022 ab Januar „Landschaften“ Rathaus Nettersheim, 12. August bis 31. Oktober Rathaus Mechernich
- 2023 ab Januar „Landschaften“ Rathaus Nettersheim, 18. Juni bis 30. September „DrahtseilAct“ Open-Air-Galerie Bad-Münstereifel
- 2024 ab Januar „Landschaften“ Rathaus Nettersheim, 19. März bis 30. April „Frühlings – Kunstausstellung“ Bad Münstereifel, 24. März bis 9. Juni „Jagdszene : Kunst“ Kunstforum Eifel Gemünd, 23. Juni bis November Ausstellung "Dreiecksbeziehung" Open - Air - Ausstellung der Bürgerstiftung in Bad Münstereifel, 20. Juli bis 18. August - 66. Jahresausstellung der Europäischen Vereinigung Bildender Künstler EVBK in Prüm, 6. Oktober bis 23. November "Ins Blaue hinein..." Kunstforum Eifel Gemünd, 1. Dezember bis 31. Dezember "Bilder für über´s Sofa" Kunstforum Eifel Gemünd
- 2025 ab Januar "Landschaften" Rathaus Nettersheim, 1. Januar bis 22. Februar "Bilder für über´s Sofa" Kunstforum Eifel Gemünd, 31. März bis 11. Mai "Frühlings - Kunstausstellung" in Bad Münstereifel, 12. Juli bis 10. August - 67. Jahresausstellung der Europäischen Vereinigung Bildender Künstler EVBK in Prüm

- Berichte über Tom Krey im Fernsehen:
- 2012 15. Oktober WDR-Fernsehen, Bericht über Bilder von Tom Krey in der Sendung „Lokalzeit Aachen“
- 2014 23. Januar WDR-Fernsehen, Bericht über Bilder von Tom Krey in der Sendung „Lokalzeit Aachen“
- 2017  3.-10. Juli „Künstlerkanal-TV“ Filmbericht „Tom Krey portraitiert Bürgermeister von Nyons und französische Delegation“
- 2017 13. Oktober WDR-Fernsehen, Filmbericht über die Skulptur „Meine Stadt“ von Tom Krey:  Verladung, Transport und Aufstellung vor dem Mechernicher Rathaus, in der Sendung „Lokalzeit Aachen“
- 2017 vom 30. Oktober bis zum 6. November sendete „Künstlerkanal-TV“ bei NRWISION insgesamt 14 mal den Filmbericht über Tom Krey Skulptur „Meine Stadt“: Planung, Verlosung, Herstellung, Transport, Aufstellung und Einweihungsfest vor dem Mechernicher Rathaus
- 2018  im Januar sendete „Künstlerkanal-TV“ bei NRWISION mit 15 Wiederholungen den „Jahresrückblick 2017“ mit Tom Krey

## Öffentliche Sammlungen
- Museum Kunstforum Eifel Gemünd
- Kreissparkasse Euskirchen
- Kreissparkasse Mechernich
- Rathaus Mechernich
- Rathaus Schleiden
- Bergbaumuseum Mechernich
- Kreuser-Stift Mechernich
- Rathaus Nyons Frankreich
- Rathaus Prüm